# Spider-Man 3
Spider-Man 3 – amerykański fantastycznonaukowy film akcji z 2007 roku na podstawie serii komiksów o superbohaterze o tym samym pseudonimie wydawnictwa Marvel Comics. Za reżyserię filmu odpowiadał Sam Raimi, który napisał scenariusz wspólnie z Ivanem Raimim i Alvinem Sargentem. Tytułową rolę zagrał Tobey Maguire, a obok niego w głównych rolach wystąpili: Kirsten Dunst, James Franco, Thomas Haden Church, Topher Grace, Bryce Dallas Howard, James Cromwell, Rosemary Harris i J.K. Simmons.
Dalsza historia Petera Parkera, który planuje przyszłość z Mary Jane Watson. Łączy się z pozaziemskim symbiontem, który uwalnia w nim agresję wobec przeciwników.
Światowa premiera filmu miała miejsce 16 kwietnia 2007 roku w Tokio. W Polsce zadebiutował 4 maja tego samego roku. Film przy budżecie 258 milionów dolarów zarobił ponad 890 milionów. Otrzymał mieszane oceny od krytyków. Film ten jest kontynuacją Spider-Man z 2002 i Spider-Man 2 z 2004 roku. Planowana była również czwarta część oraz spin-off o Venomie, jednak oba projekty zostały anulowane. Zamiast tego studio nakręciło reboot serii zapoczątkowany filmem Niesamowity Spider-Man z 2012 roku z Andrew Garfieldem w głównej roli. Po drugim filmie studio zdecydowało się na drugi reboot jako część franczyzy Filmowego Uniwersum Marvela z Tomem Hollandem w roli Spider-Mana.

## Streszczenie fabuły
Kilka miesięcy po śmierci Doktora Octopusa Peter Parker planuje oświadczyć się Mary Jane Watson, która właśnie zadebiutowała na Broadwayu. Pewnego dnia meteoryt ląduje w Central Parku, a pozaziemski symbiont podąża za Parkerem do jego mieszkania i przyczepia się do jego motocykla. Harry Osborn decyduje się użyć na sobie substancji zwiększającej wydajność i szukając zemsty za śmierć ojca, atakuje Parkera z użyciem technologii swojego ojca jako Nowy Goblin. Bitwa kończy się, kiedy Harry upada. Traci pamięć, w tym wiedzę, że to Parker jest Spider-Manem. W tym czasie policja ściga zbiegłego skazańca Flinta Marko, który odwiedza swoją żonę i chorą córkę, po czym ponownie ucieka. Wpadając w eksperymentalny akcelerator cząstek, który łączy jego DNA z otaczającym piaskiem, przekształca się w Sandmana, który może kontrolować piasek i reformować swoje ciało.
Podczas festiwalu na cześć Spider-Mana zorganizowanego za uratowanie życia Gwen Stacy, Parker całuje Gwen doprowadzając Mary Jane do złości. W tym czasie Marko okrada opancerzoną ciężarówkę i pokonuje Parkera podczas ucieczki. Kapitan policji George Stacy, ojciec Gwen, informuje Parkera i jego ciotkę May, że to Marko był prawdziwym zabójcą wuja Bena, a zmarły Dennis Carradine był wspólnikiem Marko. W swoim mieszkaniu, kiedy Parker śpi w kostiumie czekając na Marko, symbiont łączy się z nim. Parker budzi się na szczycie budynku i odkrywa, że jego kostium się zmienił, a jego moce zostały wzmocnione. Okazuje się też, że symbiont wydobywa jego mroczną stronę. Parker odnajduje Marko i walczy z nim w tunelu metra. Kiedy odkrywa, że woda jest jego słabością, otwiera zawór, a wydobywająca się woda zamienia Marko w błoto i go zmywa.
Zmieniony pod wpływem symbiontu Parker odpycha od siebie Mary Jane, której kariera rozpada się po wyrzuceniu z teatru. Mary Jane próbuje znaleźć pocieszenie u Harry’ego, ale ma wyrzuty sumienia. Kiedy Harry zaczyna być ponaglany przez halucynacje ojca, zaczyna odzyskiwać pamięć i wymusza na Mary Jane, by zerwała z Parkerem. Po tym, jak Mary Jane mówi Parkerowi, że kocha kogoś innego, Harry spotyka się z nim i wyznaje, że to on jest tą osobą. Parker konfrontuje się z Harrym i mówi mu, że jego ojciec nigdy go nie kochał. Dochodzi do walki, w której Harry rzuca bombę dyniową w Parkera, który jednak odbija ją w kierunku Harry’ego, zniekształcając mu twarz.
W Daily Bugle Parker demaskuje rywalizującego z nim fotografa Eddiego Brocka, który przedstawił fałszywe zdjęcia Spider-Mana. Redaktor naczelny J. Jonah Jameson zwalnia Brocka i zatrudnia Parkera na etat jako fotografa. Później Parker zabiera Gwen do klubu jazzowego, w którym obecnie pracuje Mary Jane. Gwen opuszcza klub, a Peter atakuje ochroniarzy i przypadkowo uderza Mary Jane. Parker zaczyna sobie zdawać sprawę z negatywnego wpływu symbiontu i kiedy znajduje się na dzwonnicy kościoła, odkrywa, że wysokie dźwięki osłabiają symbiont oraz ostatecznie oddzielają go od niego. Symbiont łączy się z Brockiem i przekształca go w Venoma. Brock odnajduje Marko i przekonuje go, aby połączyli siły przeciwko Spider-Manowi.
Brock porywa Mary Jane i przetrzymuje jako zakładnika wysoko na placu budowy, a Marko trzyma policję na dystans. Po tym, jak Harry odmawia pomocy Parkerowi, dowiaduje się prawdy o śmierci ojca od swojego lokaja. Kiedy Parker walczy z Brockiem i Marko, Harry przybywa mu na pomoc jako Nowy Goblin. Brock próbuje przebić Parkera ślizgaczem Harry’ego, ale Harry skacze i sam zostaje przebity. Parker, przy użyciu metalowych rur, atakuje falami dźwiękowymi, by osłabić Venoma i oddzielić Brocka od symbionta. Aktywuje bombę dyniową z szybowca Harry’ego i rzuca nią w symbionta. Jednak Brock, który uzależnił się od jego wpływu, rzuca się mu na ratunek i ginie razem z nim.
Później Marko wyjaśnia Parkerowi, że śmierć jego wuja była wypadkiem, który nie daje mu spokoju. Parker mu wybacza, a Marko odchodzi. Parkerowi udaje się pojednać z Harrym tuż przed jego śmiercią. Później Parker godzi się z Mary Jane.

## Obsada
- Tobey Maguire jako Peter Parker / Spider-Man, superbohater, genialny student fizyki na Uniwersytecie Columbia i fotograf dla Daily Bugle, któremu pozaziemski symbiont przyczepia się do kostiumu, wpływając negatywnie na jego zachowania[4].
- Kirsten Dunst jako Mary Jane Watson, dziewczyna Petera Parkera i aktorka na Broadwayu, w której zakochany jest od dzieciństwa[5].
- James Franco jako Harry Osborn / Nowy Goblin, syn Normana Osborna i najlepszy przyjaciel Parkera, który uważa, że Spider-Man zamordował jego ojca. Kiedy dowiedział się, że Parker jest Spider-Manem, a jego ojciec był Zielonym Goblinem, Harry staje się Nowym Goblinem, by zmierzyć się ze swoim dawnym przyjacielem[1].
- Thomas Haden Church jako Flint Marko / Sandman, drobny złodziej, który ma żonę i chorą córkę dla których kradnie pieniądze, by pomóc w leczeniu. Zmienia się w Sandmana po dziwnym wypadku i trafia na Parkera, kiedy ten dowiaduje się, że to Marko był prawdziwym zabójcą jego wuja Bena[1].
- Topher Grace jako Eddie Brock / Venom, rywal Parkera w Daily Bugle, który został zdemaskowany przez niego za stworzenie fałszywego, obciążającego wizerunku Spider-Mana za co planuje się zemścić po połączeniu z pozaziemskim symbiontem[1].
- Bryce Dallas Howard jako Gwen Stacy, córka George’a Stacy i koleżanka Parkera z laboratorium, którą zaprasza na randkę będąc pod wpływem symbiontu, by zdenerwować Watson[1].
- James Cromwell jako George Stacy, ojciec Gwen i kapitan nowojorskiej policji[1].
- Rosemary Harris jako May Parker, ciotka Petera Parkera i wdowa po Benie Parkerze[1].
- J.K. Simmons jako J. Jonah Jameson, redaktor naczelny Daily Bugle, który nie lubi Spider-Mana i uważa go za kryminalistę[1].

Swoje role z poprzednich filmów powtórzyli: Dylan Baker jako Curt Connors, profesor fizyki na uczelni Parkera; Willem Dafoe jako Norman Osborn / Zielony Goblin, nieżyjący ojciec Harry’ego, który pojawia się w halucynacjach syna; Cliff Robertson jako Ben Parker, zamordowany wujek Parkera; Bill Nunn i Ted Raimi jako Joseph Robertson i Ted Hoffman, pracownicy Daily Bugle; John Paxton jako Bernard Houseman, lokaj rodziny Osbornów; Elizabeth Banks jako Betty Brant, recepcjonistka w Daily Bugle; Michael Papajohn jako Dennis Carradine, złodziej samochodów, który uważany był za zabójcę Bena Parkera; Elya Baskin jako pan Ditkovitch, właściciel, od którego Parker wynajmuje mieszkanie; Mageina Tovah jako Ursula, jego córka oraz Joe Manganiello jako Flash Thompson.
W roli cameo pojawił się Stan Lee, twórca komiksów Marvel Comics.

## Produkcja

### Rozwój projektu

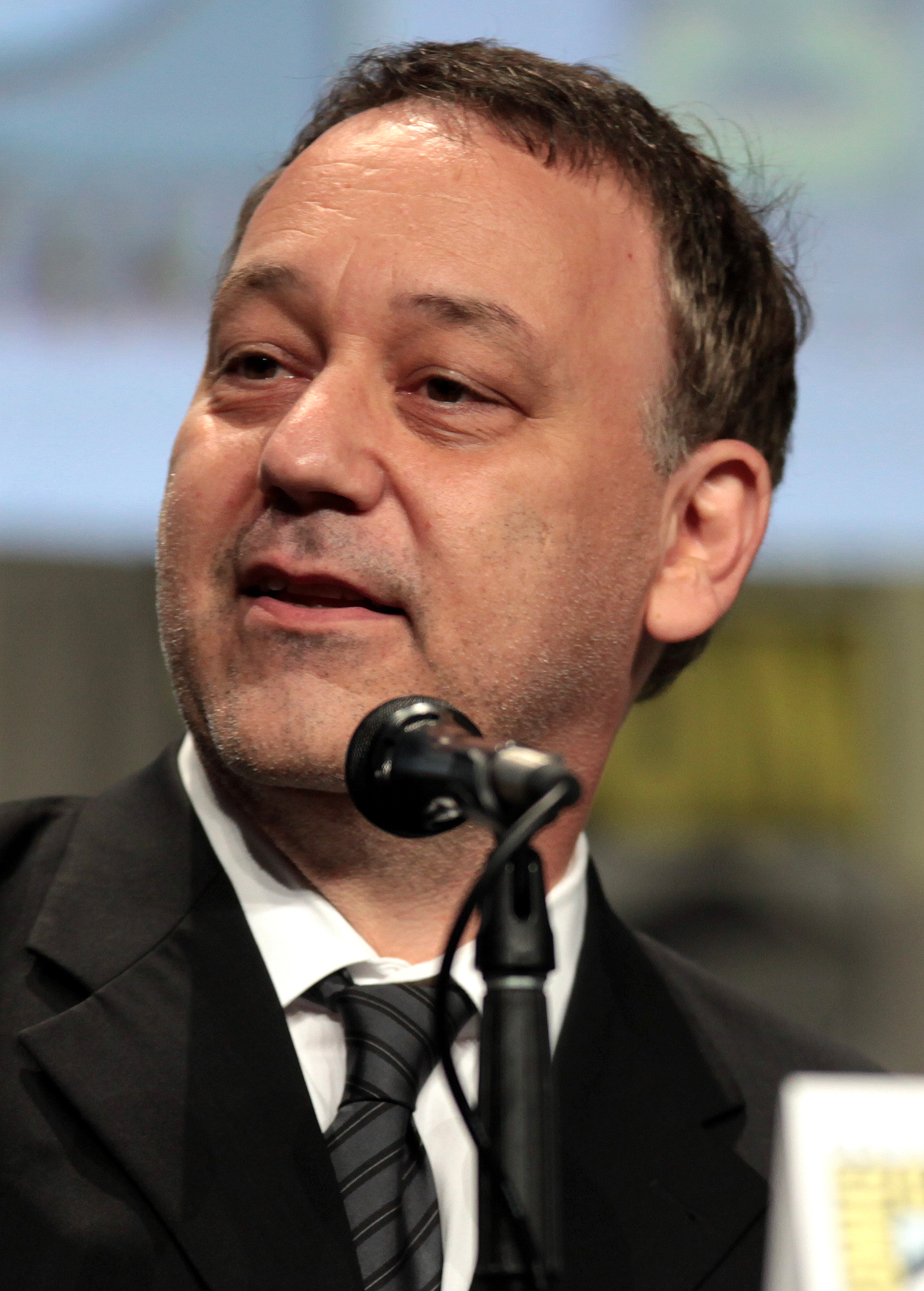
Sam Raimi, reżyser filmu

W marcu 2004 roku Sony Pictures potwierdziło, że planowana jest trzecia część z prawdopodobną datą premiery w 2007 roku. Pojawiły się też wtedy doniesienia, że Sam Raimi powróci na stanowisko reżysera. W lipcu data amerykańskiej premiery została ustalona na maj 2007 roku. Zaraz po premierze drugiej części Ivan Raimi rozpoczął pracę nad scenariuszem. W styczniu 2005 roku studio podpisało umowę z Alvinem Sargentem na napisanie scenariusza do filmu z opcją stworzenia również scenariusza do czwartej części.

### Casting
Pod koniec lipca 2000 roku Tobey Maguire został obsadzony w tytułowej roli, w grudniu Kirsten Dunst jako Mary Jane Watson. Zarówno Maguire, jak i Dunst podpisali kontrakty na trzy filmy. W marcu 2004 potwierdzono, że Maguire powróci w trzeciej części. W czerwcu Dunst poinformowała, że ten film będzie jej ostatnim. W listopadzie James Franco ujawnił, że powróci jako Harry Osborn.
W marcu 2005 roku Thomas Haden Church dołączył do obsady jako jeden ze złoczyńców. W maju poinformowano, że w filmie wystąpi Topher Grace. W styczniu 2006 roku ujawniono, że Bryce Dallas Howard negocjuje rolę Gwen Stacy, a miesiąc później do obsady dołączył James Cromwell jako George Stacy, ojciec Gwen. Później ujawniono, że Church i Grace zagrają odpowiednio Flinta Marko i Eddiego Brocka.
W 2007 roku ujawniono, że Ben Kingsley negocjował rolę Adriana Toomesa / Vulture’a, jednak postać ta ostatecznie została usunięta ze scenariusza.

### Zdjęcia i postprodukcja
Zdjęcia trwały od 16 stycznia do 1 lipca 2006 roku. Znaczna część zdjęć zrealizowana została w studiach w Culver City w Kalifornii. Za zdjęcia odpowiadał Bill Pope, scenografią zajęli się J. Michael Riva i Neil Spisak, a kostiumy zaprojektował James Acheson.
Montażem zajął się Bob Murawski. Efekty specjalne przygotowało studio Sony Pictures Imageworks, a odpowiadał za nie Scott Stokdyk.

## Muzyka
W listopadzie 2005 roku do skomponowania muzyki do filmu zatrudniony został Christopher Young, który zastąpił Danny’ego Elfmana, pracującego nad ścieżką dźwiękową do poprzednich filmów serii. Album Music from and Inspired by Spider-Man 3 został wydany 1 maja 2007 roku.
| Music from and Inspired by Spider-Man 3 – 2007 | Music from and Inspired by Spider-Man 3 – 2007           | Music from and Inspired by Spider-Man 3 – 2007 | Music from and Inspired by Spider-Man 3 – 2007 |
| Nr                                             | Tytuł utworu                                             | Wykonawca                                      | Długość                                        |
| ---------------------------------------------- | -------------------------------------------------------- | ---------------------------------------------- | ---------------------------------------------- |
| 1.                                             | „Signal Fire”                                            | Snow Patrol                                    | 4:26                                           |
| 2.                                             | „Move Away”                                              | The Killers                                    | 3:52                                           |
| 3.                                             | „Sealings”                                               | Yeah Yeah Yeahs                                | 4:32                                           |
| 4.                                             | „Pleased to Meet You”                                    | Wolfmother                                     | 4:44                                           |
| 5.                                             | „Red River”                                              | The Walkmen                                    | 2:53                                           |
| 6.                                             | „Stay Free”                                              | Black Mountain                                 | 4:28                                           |
| 7.                                             | „The Supreme Being Teaches Spider-Man How to Be in Love” | The Flaming Lips                               | 3:25                                           |
| 8.                                             | „Scared of Myself”                                       | Simon Dawes                                    | 4:54                                           |
| 9.                                             | „The Twist”                                              | Chubby Checker                                 | 2:35                                           |
| 10.                                            | „Sight Lines”                                            | Rogue Wave                                     | 3:39                                           |
| 11.                                            | „Summer Day”                                             | Coconut Records                                | 2:05                                           |
| 12.                                            | „Falling Star”                                           | Jet                                            | 3:35                                           |
| 13.                                            | „Portrait of a Summer Thief”                             | Sounds Under Radio                             | 4:15                                           |
| 14.                                            | „A Letter from St. Jude”                                 | The Wasted Youth Orchestra                     | 4:12                                           |
| 15.                                            | „Small Parts”                                            | The Oohlas                                     | 3:39                                           |
|                                                |                                                          |                                                | 57:14                                          |

## Wydanie
Światowa premiera filmu Spider-Man 3 miała miejsce 16 kwietnia 2007 roku w Tokio. Brytyjska uroczysta premiera odbyła się 23 kwietnia w Londynie, a amerykańska 30 kwietnia podczas Tribeca Film Festival w Queens w Nowym Jorku. Premierom tym towarzyszył czerwony dywan oraz szereg konferencji prasowych.
1 maja film zadebiutował w 16 krajach, między innymi w Japonii. W Chinach miał swoją premierę 3 maja. Dla szerszej publiczności w Stanach Zjednoczonych i w Polsce zadebiutował 4 maja tego samego roku. Do 6 maja film dostępny był w 107 krajach na świecie.

## Odbiór

### Box office
Film przy budżecie 258 milionów dolarów zarobił ponad 890 milionów, z czego ponad 336 milionów w Stanach Zjednoczonych i Kanadzie. Na świecie zajął trzecie miejsce wśród najbardziej dochodowych filmów 2007 roku i stał się najlepiej zarabiającym filmem wśród całej trylogii filmów o Spider-Manie Sama Raimiego oraz najbardziej dochodowym filmem studia do 2012 roku, kiedy został zdetronizowany przez Skyfall.
Do największych rynków poza Stanami Zjednoczonymi należały: Wielka Brytania (67,9 miliona), Japonia (58,3 miliona), Francja (54,6 miliona), Meksyk (36,8 miliona), Korea Południowa (34 miliony) i Niemcy (29,5 miliona). W Polsce film zarobił prawie 1,5 miliona dolarów.

### Krytyka w mediach
Przewaga pozytywnych recenzji filmu nad negatywnymi była niewielka. W serwisie Rotten Tomatoes 63% z 261 recenzji uznano za pozytywne, a średnia ocen wystawionych na ich podstawie wyniosła 6,2 na 10. Na portalu Metacritic średnia ważona ocen z 40 recenzji wyniosła 59 punktów na 100. Natomiast według serwisu CinemaScore, zajmującego się mierzeniem atrakcyjności filmów w Stanach Zjednoczonych, publiczność przyznała mu ocenę B+ w skali od F do A+.
Michael Rechtshaffen z „The Hollywood Reporter” napisał, że „po trzech latach oczekiwania, arachnofile na całym świecie wreszcie mają powód do świętowania”. Peter Travers z „Rolling Stone” stwierdził, że „w Spider-Manie 3 jest mnóstwo smakowitych kawałków dla tych, którzy chcą go obejrzeć”. Chris Hewitt z „Empire Magazine” ocenił film jako „nadal inteligentny, nadal ekscytujący i nadal pełen akcji. Szkoda tylko, że po obietnicach wielkości, jedynym, czego Spider-Man 3 dostarcza jest satysfakcja”. Todd McCarthy z „Variety” napisał, że „po znacznej poprawie drugiej części w stosunku do pierwszej, nowe otwarcie stanowi mniej więcej równomierny spadek jakości i przyjemności”. Roger Ebert z „Chicago Sun-Times” stwierdził, że w filmie jest „zbyt wielu złoczyńców, zbyt wiele bladych wątków fabularnych, zbyt wiele romantycznych nieporozumień, zbyt wiele rozmów”, co zdaniem krytyka wprawia widzów w dezorientację. Joe Morgenstern z „The Wall Street Journal” ocenił, że „po dwóch zasłużenie udanych epizodach, najnowsza odsłona waha się między intensywnymi sekwencjami akcji a niezrozumiale nudnymi przerywnikami dramatycznymi”. Marcin Kamiński z portalu Filmweb natomiast twierdził, że „Spider-Man 3 to rozbudowana, niemalże epicka historia, ale również spora dawka humoru. Sam Raimi doskonale miesza ze sobą akcenty komediowe z dramatycznymi”.

### Nagrody i nominacje
| Rok  | Ceremonia                             | Kategoria                                                                | Nominowani                                                     | Rezultat  | Przypis |
| ---- | ------------------------------------- | ------------------------------------------------------------------------ | -------------------------------------------------------------- | --------- | ------- |
| 2007 | Golden Trailer Awards                 | Najlepszy letni blockbuster                                              | Spider-Man 3                                                   | Wygrana   | [ 45 ]  |
| 2007 | Teen Choice Awards                    | Ulubiony film akcji                                                      | Spider-Man 3                                                   | Nominacja | [ 46 ]  |
| 2007 | Teen Choice Awards                    | Ulubiona aktorka filmu akcji                                             | Kirsten Dunst                                                  | Nominacja | [ 46 ]  |
| 2007 | Teen Choice Awards                    | Ulubiona scena taneczna                                                  | Tobey Maguire                                                  | Nominacja | [ 46 ]  |
| 2007 | Teen Choice Awards                    | Ulubiony aktor filmu akcji                                               | Tobey Maguire                                                  | Nominacja | [ 46 ]  |
| 2007 | Teen Choice Awards                    | Ulubiony czarny charakter                                                | Topher Grace                                                   | Nominacja | [ 46 ]  |
| 2007 | Teen Choice Awards                    | Ulubiony filmowy łomot                                                   | James Franco, Thomas Haden Church, Tobey Maguire, Topher Grace | Nominacja | [ 46 ]  |
| 2007 | Teen Choice Awards                    | Ulubiony pocałunek                                                       | Kirsten Dunst, Tobey Maguire                                   | Nominacja | [ 46 ]  |
| 2007 | National Movie Awards                 | Najlepszy film familijny                                                 | Spider-Man 3                                                   | Nominacja | [ 47 ]  |
| 2007 | National Movie Awards                 | Najlepsza rola kobieca                                                   | Kirsten Dunst                                                  | Nominacja | [ 47 ]  |
| 2007 | National Movie Awards                 | Najlepsza rola męska                                                     | Tobey Maguire                                                  | Nominacja | [ 47 ]  |
| 2008 | People’s Choice Awards                | Ulubiona trzecia część filmu                                             | Spider-Man 3                                                   | Nominacja | [ 48 ]  |
| 2008 | People’s Choice Awards                | Ulubione ekranowe dopasowanie                                            | Kirsten Dunst, Tobey Maguire                                   | Nominacja | [ 48 ]  |
| 2008 | Annie Awards                          | Najlepsze efekty animowane                                               | Ryan Laney                                                     | Nominacja | [ 49 ]  |
| 2008 | Nagroda Brytyjskiej Akademii Filmowej | Najlepsze efekty specjalne                                               | Scott Stokdyk, Peter Nofz, Kee-Suk Ken Hahn, Spencer Cook      | Nominacja | [ 50 ]  |
| 2008 | VES Awards                            | Najlepszy pojedynczy efekt specjalny                                     | Scott Stokdyk, Terry Clotiaux, Spencer Cook, Douglas Bloom     | Nominacja | [ 51 ]  |
| 2008 | VES Awards                            | Najlepsza animacja postaci w filmie aktorskim                            | Chris Y. Yang, Bernd Angerer, Dominick Cecere, Remington Scott | Nominacja | [ 51 ]  |
| 2008 | VES Awards                            | Najlepsze makiety i modele w filmie aktorskim                            | Ian Hunter, Scott Beverly, Forest P. Fischer, Ray Moore        | Nominacja | [ 51 ]  |
| 2008 | VES Awards                            | Najlepsze efekty specjalnie w filmie, gdzie efekty odgrywają główną rolę | Scott Stokdyk, Terry Clotiaux, Peter Nofz, Spencer Cook        | Nominacja | [ 51 ]  |
| 2008 | Kids’ Choice Awards                   | Ulubiona aktorka filmowa                                                 | Kirsten Dunst                                                  | Nominacja | [ 52 ]  |
| 2008 | MTV Movie Awards                      | Najlepszy czarny charakter                                               | Topher Grace                                                   | Nominacja | [ 53 ]  |
| 2008 | MTV Movie Awards                      | Najlepsza scena walki                                                    | James Franco, Tobey Maguire                                    | Nominacja | [ 53 ]  |
| 2008 | Saturn Awards                         | Najlepszy film fantasy                                                   | Spider-Man 3                                                   | Nominacja | [ 54 ]  |
| 2008 | Saturn Awards                         | Najlepszy aktor drugoplanowy                                             | James Franco                                                   | Nominacja | [ 54 ]  |
| 2008 | Saturn Awards                         | Najlepsza reżyseria                                                      | Sam Raimi                                                      | Nominacja | [ 54 ]  |
| 2008 | Saturn Awards                         | Najlepsze efekty specjalne                                               | Scott Stokdyk, Peter Nofz, Spencer Cook, John Frazier          | Nominacja | [ 54 ]  |

### Wpływ
Po mieszanych recenzjach krytyków Spider-Man 3 stał się przedmiotem memów internetowych w mediach społecznościowych, do czego przyczyniła się między innymi szeroko dyskutowana scena tańca Petera Parkera (pod wpływem symbionta Venoma). Osobowość Parkera, wśród fanów nazywana „Bully Maguire” lub „Emo Peter Parker”, stała się popularna wśród pokoleń Y i Z.

## Anulowana kontynuacja i spin-off
W 2008 roku rozpoczęto przygotowania do produkcji Spider-Man 4, a Sam Raimi miał powrócić na stanowisko reżysera. Tobey Maguire i Kirsten Dunst mieli powtórzyć swoje role z poprzednich części. Amerykańska data premiery została zapowiedziana na 6 maja 2011 roku. W październiku tego samego roku James Vanderbilt został zatrudniony do napisania scenariusza. Nad scenariuszem pracowali również David Lindsay-Abaire i Gary Ross, natomiast Vanderbilt został zobowiązany przez studio do napisania scenariusza do kolejnych filmów, Spider-Man 5 i Spider-Man 6.
W grudniu 2009 roku poinformowano, że John Malkovich negocjuje rolę Adriana Toomesa / Vulture’a, a Anne Hathaway ma zagrać Felicję Hardy. W styczniu 2010 roku Sony Pictures ogłosiło, że studio anulowało dalszą produkcję czwartej części z powodu odejścia Raimiego. Raimi według doniesień zrezygnował z projektu z powodu niemożności dotrzymania planowanej amerykańskiej premiery filmu w 2011 roku. Reżyserowi również nie odpowiadał żaden z czterech zaproponowanych scenariuszy.
W lipcu 2007 roku poinformowano, że planowany jest spin-off trylogii Raimiego skoncentrowanego wokół postaci Eddiego Brocka / Vemoma z Topherem Grace’em w głównej roli. Jacob Aaron Estes został zatrudniony do napisania scenariusza. W grudniu 2008 roku zastąpili go Rhett Reese i Paul Wernick. Reżyserią miał zająć się Gary Ross. Jednak projekt w takiej wersji został anulowany. Studio podejmowało różne próby powrotu do niego. Ostatecznie w 2018 roku premierę miał film Venom w reżyserii Rubena Fleischera i ze scenariuszem Scotta Rosenberga, Jeffa Pinknera, Kelly Marcel i Willa Bealla, który nie jest powiązany z żadnym filmem o Spider-Manie. W tytułowej roli wystąpił Tom Hardy.

## Reboot:Niesamowity Spider-Man
W styczniu 2010 roku poinformowano, że Sony Pictures planuje reboot serii z nowym aktorem w tytułowej roli z premierą w 2012 roku. Andrew Garfield został obsadzony w tytułowej roli. Głównym złoczyńcą filmu został Curt Connors / Jaszczur, którego zagrał Rhys Ifans. Niesamowity Spider-Man został wyreżyserowany przez Marka Webba, a za scenariusz odpowiadali James Vanderbilt, Alvin Sargent i Steve Kloves. W sierpniu 2011 roku Sony Pictures wyznaczyło datę premiery sequela. Niesamowity Spider-Man 2 miał premierę w 2014 roku. Przeciwnikami Spider-Mana byli Max Dillon / Electro zagrany przez Jamiego Foxxa oraz Harry Osborn / Zielony Goblin, w tę rolę wcielił się Dane DeHaan. Webb ponownie zajął się reżyserią, a scenariusz napisali Alex Kurtzman, Roberto Orci i Jeff Pinkner.
W 2013 roku studio poinformowało, że Niesamowity Spider-Man 3 będzie miał premierę w 2016 roku. Kurtzman, Orci i Pinkner ponownie mieli zająć się scenariuszem. Na 2018 rok wyznaczona została również data czwartej części. Rozpoczęto pracę także nad tworzeniem spin-offów serii. Film Sinister Six miał datę premiery zaplanowaną na 2016 rok, a stanowisko reżysera i scenarzysty objął Drew Goddard. Kurtzman, Orci i Ed Solomon zostali zatrudnieni do napisania scenariusza do Venoma. Kurtzman miał zająć się również jego reżyserią. We wstępnej fazie rozwoju były też filmy o Felicji Hardy / Black Cat ze scenariuszem Lisy Joy Nolan oraz Spider-Man 2099 z zaplanowaną datą premiery na koniec 2017 roku. Film o Venomie początkowo był planowany jako spin-off filmu Spider-Man 3 Sama Raimiego.
Początkowo studio przełożyło datę premiery trzeciej części na 2018 roku bez ustalania daty dla czwartej. Ostatecznie kontynuacje i spin-offy w planowanej wersji zostały anulowane.

## Reboot: Filmowe Uniwersum Marvela
W 2014 roku po ataku hackerskim do opinii publicznej wyciekły maile z Sony Pictures, w którym studio rozważało powrót Sama Raimiego na stanowisko reżysera, jak i nową serię w porozumieniu z Marvel Studios oraz włączeniu postaci do franczyzy Filmowego Uniwersum Marvela. W 2015 roku porozumienie między studiami zostało osiągnięte i w lutym oficjalnie poinformowano, że Spider-Man zostanie włączony do MCU. W roli Petera Parkera został obsadzony Tom Holland. Postać pojawiła się po raz pierwszy w filmie Kapitan Ameryka: Wojna bohaterów. W 2017 roku premierę miał Spider-Man: Homecoming w reżyserii Jona Wattsa. Głównym przeciwnikiem Spider-Mana został Michael Keaton jako Adrian Toomes / Vulture. W filmie pojawiły się postacie przedstawione w innych filmach franczyzy: Jon Favreau jako Happy Hogan, Gwyneth Paltrow jako Pepper Potts, Chris Evans jako Steve Rogers / Kapitan Ameryka, Martin Starr jako Roger Harrington i Robert Downey Jr. jako Tony Stark / Iron Man. Holland później powtórzył swoją rolę w Avengers: Wojna bez granic z 2018 i Avengers: Koniec gry z 2019 roku.
W 2019 roku premierę miał drugi film z serii, Spider-Man: Daleko od domu, ponownie w reżyserii Wattsa. Antagonistą w filmie był Quentin Beck / Mysterio, którego zagrał Jake Gyllenhaal. Podobnie jak w pierwszej części pojawiły się też inne postacie z franczyzy. Ponownie pojawili się Favreau i Starr, ale wystąpili również: Samuel L. Jackson jako Nick Fury, Cobie Smulders jako Maria Hill, Ben Mendelsohn jako Talos i Sharon Blynn jako Soren. W sierpniu 2019 roku studia zakończyły współpracę wskutek braku porozumienia, ale miesiąc późnej Disney i Sony doszły do nowego porozumienia dotyczącego trzeciej części i jednego dodatkowego filmu, obu jako część MCU. Premiera trzeciej części, Spider-Man: Bez drogi do domu, odbyła się pod koniec 2021 roku. Holland powrócił w tytułowej roli, a Watts na stanowisko reżysera. Favreau i Starr oraz Benedict Cumberbatch jako Stephen Strange i Benedict Wong jako Wong powtórzyli swoje role z poprzednich filmów Filmowego Uniwersum Marvela. Ponadto w filmie pojawili się Tobey Maguire i Andrew Garfield w alternatywnych wersjach Petera Parkera, powtarzając swoje role z wcześniejszych filmów o Spider-Manie. Obok nich z tych filmów powrócili: Willem Dafoe jako Norman Osborn / Green Goblin, Alfred Molina jako Otto Octavius / Doktor Octopus, Jamie Foxx jako Max Dillon / Electro, Rhys Ifans jako Curt Connors / Jaszczur i Thomas Haden Church jako Flint Marko / Sandman.